# Michael Blume
Michael August Blume SVD (ur. 30 maja 1946 w South Bend) – amerykański duchowny katolicki, arcybiskup, nuncjusz apostolski, werbista.

## Życiorys
23 grudnia 1972 otrzymał święcenia kapłańskie w zakonie werbistów. Od 1995 pracował w Papieskiej Radzie ds. Duszpasterstwa Migrantów i Podróżujących, będąc w latach 2000-2005 jej podsekretarzem.
24 sierpnia 2005 został mianowany przez Benedykta XVI nuncjuszem apostolskim w Beninie i Togo oraz arcybiskupem tytularnym Alexanum. Sakry biskupiej 30 września r. udzielił mu kardynał Angelo Sodano. Współkonsekratorem byli biskupi Henryk Hoser i Leonardo Sandri.
2 lutego 2013 został przeniesiony do nuncjatury apostolskiej w Ugandzie.
4 lipca 2018 papież Franciszek ustanowił go nuncjuszem apostolskim na Węgrzech. 31 grudnia 2021 przeszedł w stan spoczynku. 